# Dicranota flaveola
Dicranota (Rhaphidolabina) flaveola là một loài ruồi trong họ Pediciidae. Chúng phân bố ở vùng sinh thái Nearctic.